# Hip-hop slovène
Le hip-hop slovène, ou rap slovène, désigne la culture du hip-hop en Slovénie.

## Histoire
Les origines du hip-hop en Slovénie peuvent être retracées en 1978, et sont enracinées en Yougoslavie socialiste, mais il est impossible de dire avec certitude qui en est le fondateur. Son développement s'intensifie dans les années 1980, lorsque la République socialiste de Slovénie invente la première danse hip-hop locale, appelée Čefur. En 1994, le rappeur slovène Ali-En publie le premier album hip-hop dans le pays.
En 1997, le duo de rappeurs Dandrough publie l'album Ko pride Bog. Les quelques années qui suivent assistent à une petite percée dans la scène hip-hop avec deux albums publiés jusqu'en 2000. La culture se popularise significativement lorsque le champion olympique slovène Jure Košir publie l'album Kartelova teorija avec son crew Pasji Kartel en 1998. Klemen Klemen sera celui qui influencera le plus la scène locale avec son album Trnow Stajl publié au label Menart Records. En ce temps, Radyoyo: Za narodov Blagor - 5'00" of fame, la première compilation de hip-hop slovène, qui fait participer de nouveaux rappeurs, est publiée.
En 2001, le premier championnat slovène de freestyle prend place, avec à son bord 6pack Čukur, qui se classe deuxième. La compétition est, depuis, organisée tous les deux ans dans le pays. Le duo de rap Murat & Jose publie V besedi je moč, qui atteindra un vrai succès en Slovénie en dans les pays d'Europe de l'Est. La compétition de l'année suivante voit deux gagnants - Trkaj, un rappeur alternatif et N'toko - qui publieront tous les deux un album chez Nika Records. Le véritable pic de production dans la scène se passe entre 2004 et 2006, avec la sortie de plus en plus d'albums. En 2007, Rhyme G publie l'album Rhymes and Bosnians qui raconte la vie dans les rues de Celje.
Au début des années 2010, le rap en Slovénie est représenté par Velebor, qui estime que le rap slovène est beaucoup plus présents que les années précédentes ; le rappeur Dalaj Eegol critique certains membres de la scène rap, et explique que de jeunes artistes comme Balau, Flamie, Slovenac, Dravlje Crew, Katana et Triiipie qui reprennent le style de rappeurs américains comme Jay-Z, Eminem, Tupac, sont voués à l'échec. Des rappeurs slovènes ont même essayé à un moment de percer pendant l'Eurovision, mais jusqu'à présent, aucun d'entre eux n'a réussi. L'un des derniers à y avoir participé est Spet živ en 2016.